# BBS 뉴스 (1700)
BBS 뉴스 (1700)는 평일 오후 5시부터 5시 5분까지 방송되는 BBS FM의 라디오 뉴스 프로그램이다.

## 기획의도 / 개요
- 정식 타이틀 편성표에는 경제와 생활뉴스로 표기하고 있다.
- 아나운서 멘트 모두 BBS 5시 경제와 생활뉴스로 표기하고 있다.

## 방송 시간
- 평일 오후 5시 ~ 5시 5분

## 진행
- 김명석 아나운서

## 지역 방송국 프로그램
※ 서울불교방송을 제외한 아래의 지역국은 오후 5시부터 자체 뉴스를 방송한다.
| 방송국          | 프로그램 타이틀  | 진행자 |
| --------------- | ---------------- | ------ |
| BBS부산불교방송 | 부산BBS 5시 뉴스 | 무작위 |
| BBS광주불교방송 | 광주BBS 5시 뉴스 | 무작위 |
| BBS대구불교방송 | 대구BBS 5시 뉴스 | 무작위 |
| BBS청주불교방송 | 청주BBS 5시 뉴스 | 무작위 |
| BBS춘천불교방송 | 춘천BBS 5시 뉴스 | 무작위 |
| BBS울산불교방송 | 울산BBS 5시 뉴스 | 무작위 |
| BBS제주불교방송 | 제주BBS 5시 뉴스 | 무작위 |

## 같이 보기
- BBS 정오종합뉴스
- BBS 뉴스

| BBS FM 평일 프로그램 |                    |                    |
| 이전                 | BBS 뉴스 (1700)    | 다음               |
| 영산스님의 음악산책  | BBS 뉴스 (1700)    | 무명을 밝히고      |
| 오후 4시 ~ 5시       | 오후 5시 ~ 5시 5분 | 오후 5시 5분 ~ 6시 |
|                      |                    |                    |

| BBS광주불교방송 평일 프로그램 |                    |                    |
| 이전                          | 광주BBS 5시 뉴스   | 다음               |
| 지혜의 길                     | 광주BBS 5시 뉴스   | 무명을 밝히고      |
| 오후 4시 53분 ~ 5시           | 오후 5시 ~ 5시 5분 | 오후 5시 5분 ~ 6시 |
|                               |                    |                    |